# Jason Giambi
Jason Gilbert Giambi (nacido el 8 de enero de 1971) es un ex primera base y bateador designado estadounidense de béisbol profesional que jugó en las Grandes Ligas. Fue seleccionado en la segunda ronda del draft de 1992 por los Oakland Athletics, equipo con el que debutó en las mayores en 1995, y posteriormente jugó con los New York Yankees, Colorado Rockies y Cleveland Indians.
En la temporada 2000, ganó el premio de Jugador Más Valioso de la Liga Americana, y a lo largo de su carrera ganó dos Bates de Plata y fue invitado a cinco Juegos de Estrellas.

## Carrera profesional

### Oakland Athletics
Giambi fue seleccionado por los Atléticos de Oakland en la segunda ronda del draft de 1992. Debutó en Grandes Ligas en 1995, y formó parte de la reserva del equipo hasta que fue nombrado primera base titular luego del traspaso de Mark McGwire a los Cardenales de San Luis en 1997.
En 1998, lideró al equipo con 27 jonrones, 110 carreras impulsadas y .295 de promedio de bateo; mientras que en 1999 registró promedio de .315 con 33 jonrones, 123 impulsadas y 105 boletos recibidos.
En la temporada 2000, lideró la liga con .476 de porcentaje de embasado y 137 boletos. Además, registró promedio de .333 con 43 jonrones, 137 impulsadas, 108 anotadas y .647 de slugging, por lo que ganó el premio de Jugador Más Valioso de la Liga Americana superando a Frank Thomas.
En 2001, tuvo una temporada muy similar a la anterior, con promedio de .342, 38 jonrones y 120 impulsadas, pero quedó en segundo lugar en las votaciones al Jugador Más Valioso por detrás de Ichiro Suzuki, aunque ganó el Bate de Plata como primera base.

### New York Yankees
El 13 de diciembre de 2001, Giambi firmó un contrato de siete años y $120 millones con los Yanquis de Nueva York. En su primera temporada con el equipo, registró promedio de .314 con 41 jonrones y 122 impulsadas, por lo que nuevamente ganó el Bate de Plata.
En el 2002 salió a la luz el caso de dopaje de los laboratorios BALCO.
En el 2003 Jason Giambi, mientras jugaba para los Yankees, admitió ante un gran jurado federal haber usado esteroides y hormonas de crecimiento humano en sus últimas tres temporadas, según reveló hoy el diario The San Francisco Chronicle.
En una audiencia realizada en 2003 ante el jurado que analiza el mayor escándalo de dopaje en la historia del deporte estadounidense, Giambi reconoció que había consumido esteroides que obtuvo de Greg Anderson, el entrenador personal de Barry Bonds, jugador de los Giants de San Francisco.n 2003, su promedio bajó a .250, pero lideró la liga con 129 boletos y registró 41 jonrones, 107 impulsadas y .412 de porcentaje de embasado.
El 30 de julio de 2004, Giambi fue diagnosticado con un tumor benigno, por lo que fue colocado en la lista de lesionados hasta que regresó al equipo el 14 de septiembre. Ese año fue escogido como primera base titular para el Juego de Estrellas, a pesar de culminar la temporada con promedio de .208 y solo 12 jonrones.
El 31 de julio de 2005, conectó el jonrón 300 de su carrera ante Esteban Yan de los Angelinos de Anaheim. Culminó la temporada 2005 liderando la Liga Americana con 109 boletos y .440 de porcentjae de embasado, además de conectar 32 jonrones, por lo que fue premiado como el Regreso del Año de la liga.
En 2006, fue nombrado como el Jugador del Mes de abril luego de registrar promedio de .344, nueve jonrones y 27 impulsadas durante dicho mes. Culminó el año con 37 jonrones, 113 impulsadas y .416 de porcentaje de embasado.
En 2007, solo jugó en 83 encuentros debido a una lesión, por lo que solo registró promedio de .236 con 14 jonrones y 39 impulsadas.
El 21 de septiembre de 2008, Giambi conectó el último hit en el antiguo Yankee Stadium, un sencillo que impulsó a Brett Gardner. El 4 de noviembre, luego que el equipo declinara su opción para el 2009, se convirtió en agente libre.

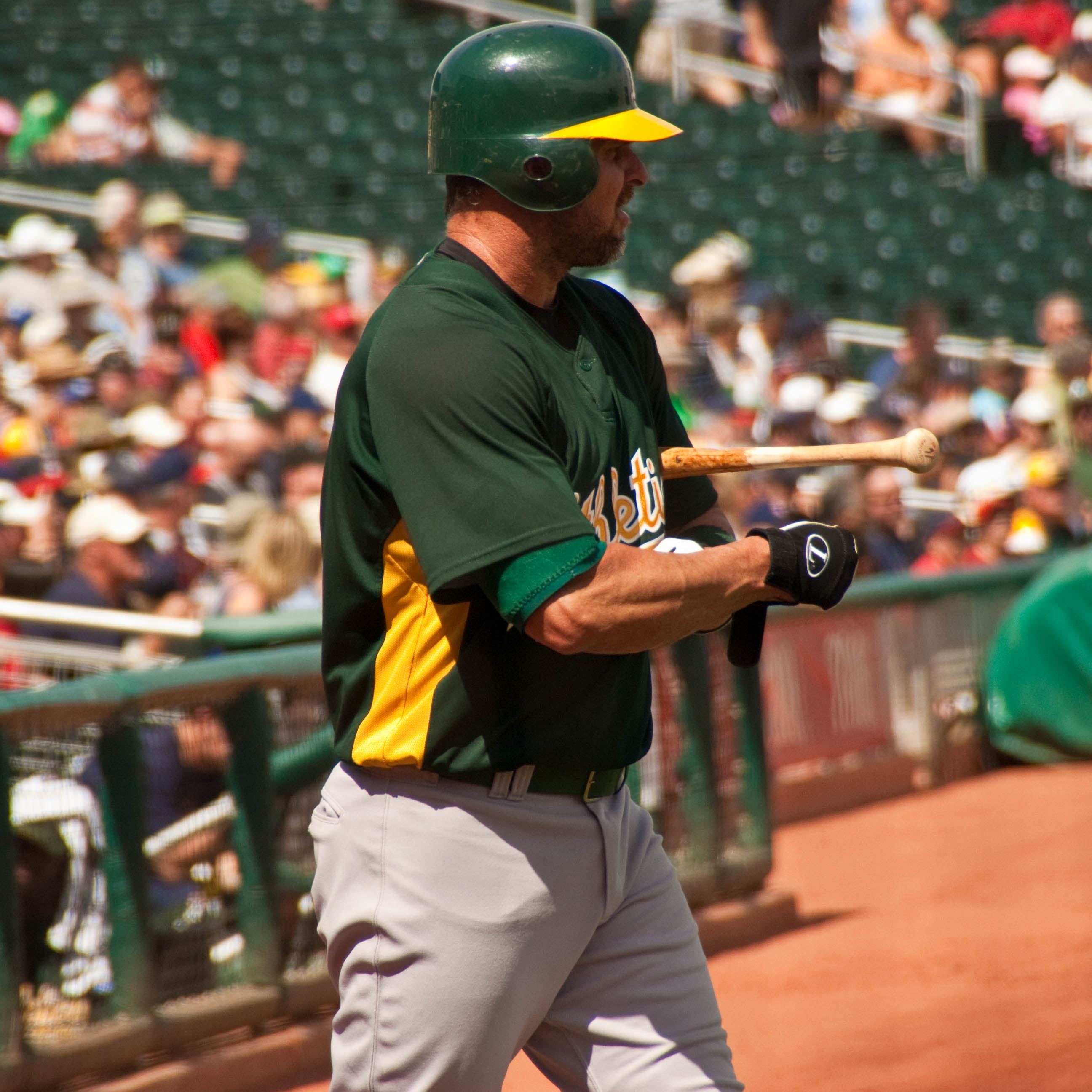
Giambi con los Atléticos en 2009.

### Segunda experiencia con los Oakland Athletics
El 6 de enero de 2009, Giambi firmó un contrato con los Atléticos de Oakland. El 23 de mayo de 2009, conectó el jonrón 400 de su carrera, en una derrota ante los Diamondbacks de Arizona. El 20 de julio fue colocado en la lista de lesionados, y para el momento registraba el promedio de bateo más bajo de la liga, por lo que el 7 de agosto fue dejado en libertad.

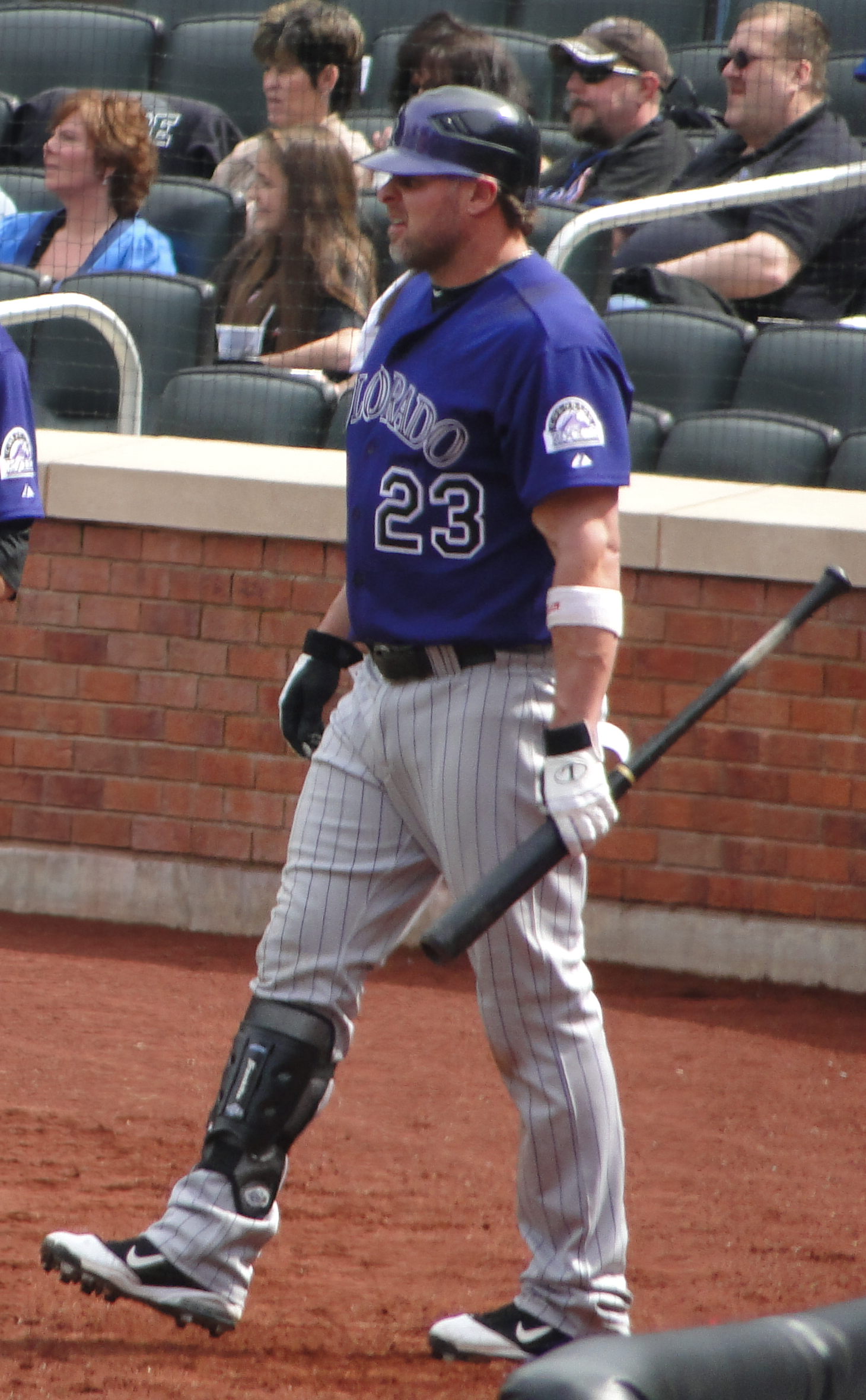
Giambi con los Rockies en 2011.

### Colorado Rockies
El 23 de agosto de 2009, Giambi firmó con los Rockies de Colorado para reforzar la ofensiva del equipo, donde conectó importantes hits para mantenerse en la carrera por el Comodín de la Liga Nacional.
El 28 de enero de 2010, acordó permanecer con los Rockies, con los que jugó hasta el final de la temporada 2012, principalmente como primera base reserva y bateador emergente. El 19 de mayo de 2011, ante los Filis de Filadelfia, conectó tres jonrones en un juego, convirtiéndose en el segundo jugador de mayor edad en realizar dicha hazaña, luego de Stan Musial el 8 de julio de 1962.

### Cleveland Indians
El 9 de febrero de 2013, los Indios de Cleveland firmaron a Giambi a un contrato de ligas menores, y logró integrarse al equipo mayor luego de los entrenamientos primaverales. El 29 de julio de 2013, se convirtió en el jugador de mayor edad en conectar un jonrón ganador, repitiendo la hazaña el 24 de septiembre.
El 31 de octubre de 2013, volvió a firmar con los Indios, pero luego de ser golpeado por un lanzamiento de Edwin Jackson durante los entrenamientos primaverales, se perdió los primeros 18 juegos de la temporada 2014.
El 16 de febrero de 2015, Giambi anunció oficialmente su retiro como jugador profesional.